# Palacio de los Pioneros

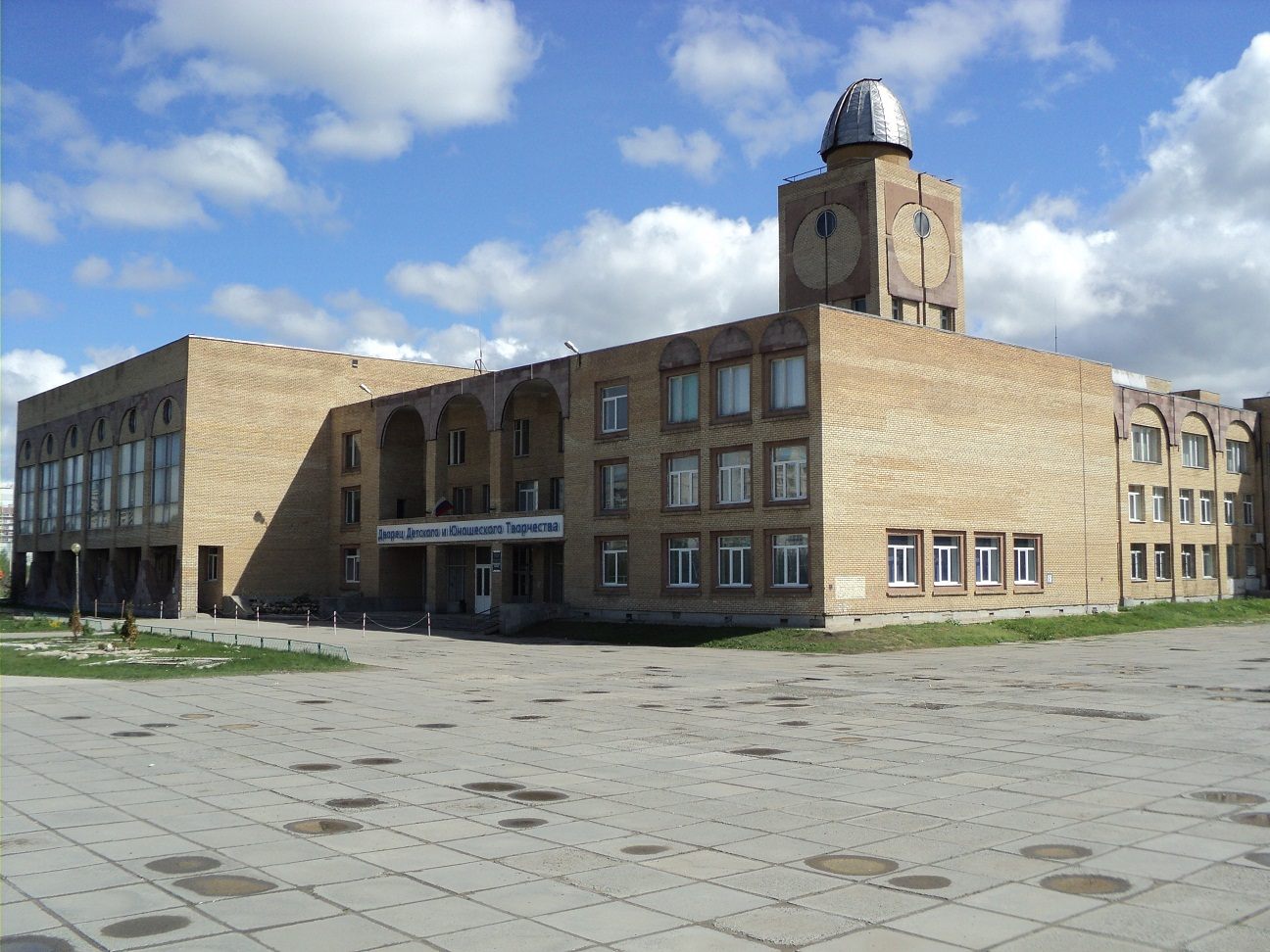
Palacio de los Jóvenes Pioneros en Toliatti.

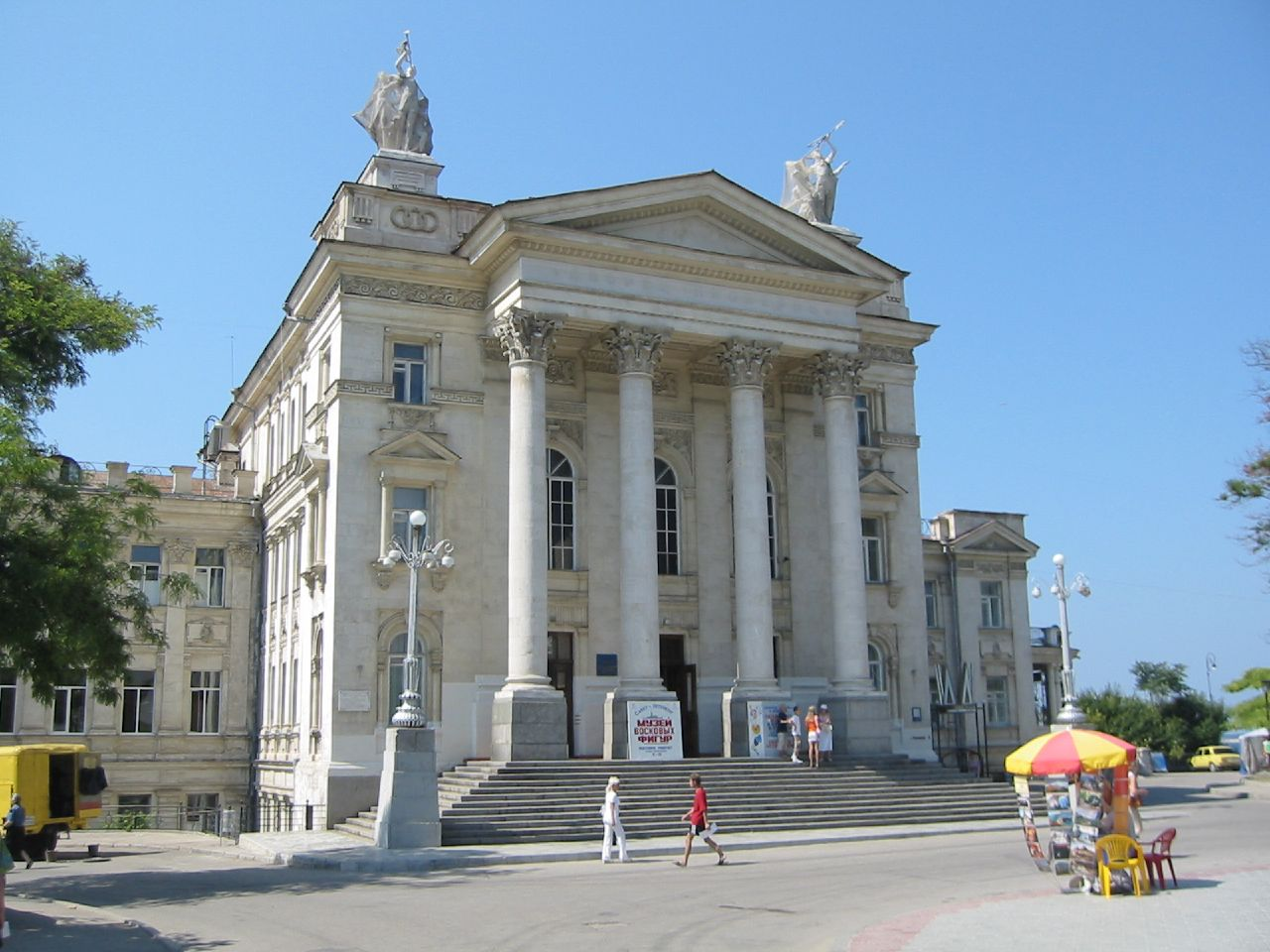
Palacio de los Jóvenes Pioneros en Sebastopol.

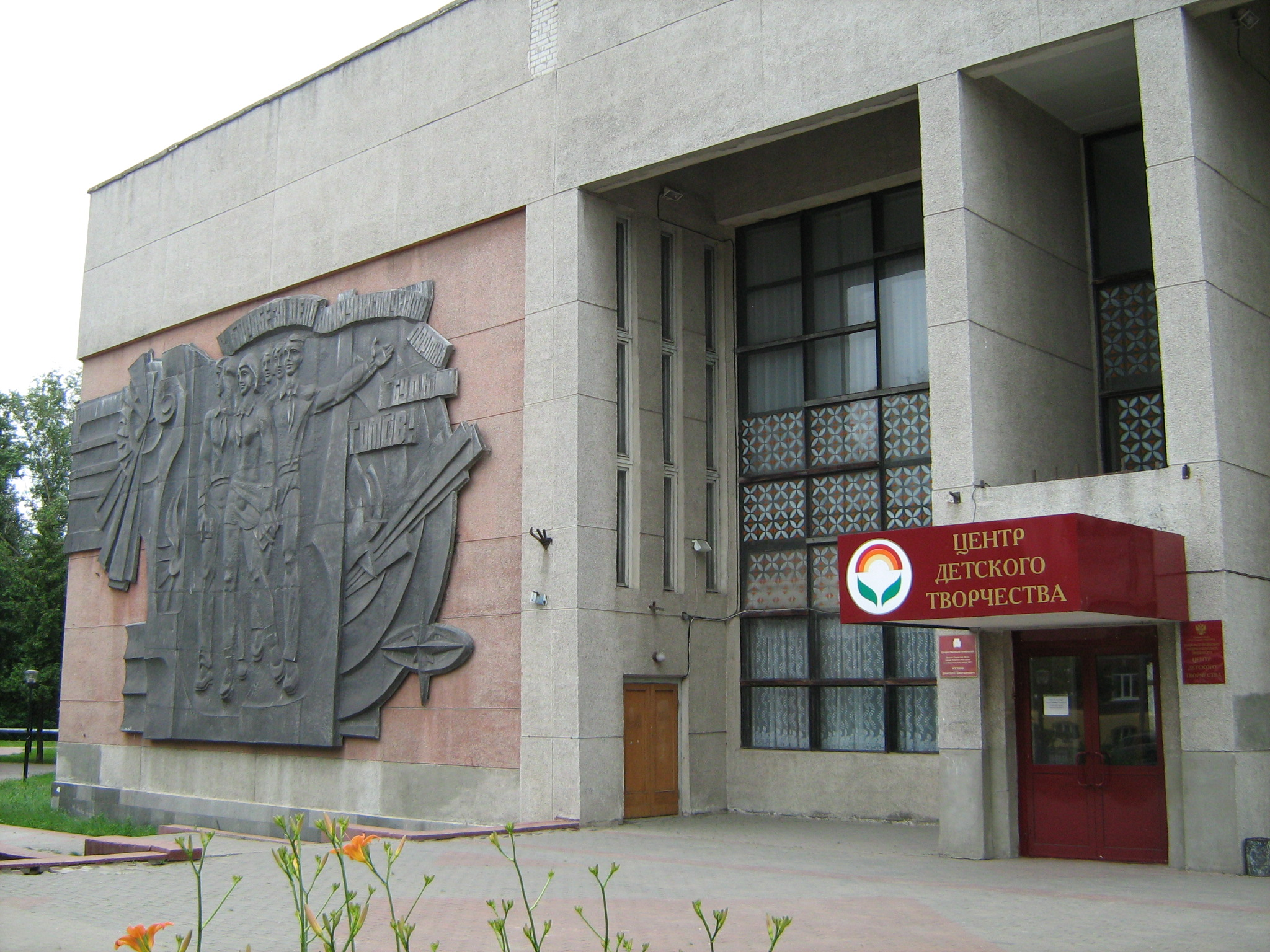
El antiguo Palacio de los Pioneros en Sórmovo, actualmente rebautizado "Centro de Actividades Creativas para Jóvenes".

Los Palacios de los Pioneros o Palacios de los Jóvenes Pioneros (en ruso: Дворец пионеров Dvorets pionérov) eran centros destinados a fomentar el trabajo creativo, el entrenamiento deportivo y las actividades extracurriculares de los Jóvenes Pioneros y de los alumnos. Los Palacios de los Jóvenes Pioneros tuvieron su origen en la Unión Soviética y aún existen en algunos estados socialistas.

## Historia
El primer Palacio de los Jóvenes Pioneros se estableció en Moscú en 1923-1924 y posteriormente se organizaron otros en Leningrado, Sverdlovsk, Tiflis, Kiev, Irkutsk y otras numerosas ciudades y pueblos de la Unión Soviética. En 1971 había más de 3 500 Palacios de los Jóvenes Pioneros en el país. Los primeros fueron organizados en palacios y antiguas residencias personales de la realeza del Imperio ruso, nacionalizados después de que el poder soviético fue establecido en 1922. El antiguo Palacio Aníchkov fue convertido en el Palacio Zhdánov de los Jóvenes Pioneros de Leningrado en honor a Andréi Zhdánov, que sería uno de los más conocidos de la Unión Soviética. Los nuevos que se construyeron fueron realizados en el estilo arquitectónico de los palacios antiguos hasta la década de 1950, cuando comenzaron a imponerse nuevos estilos arquitectónicos Dos de los grandes palacios de los Pioneros se construyeron en el nuevo estilo: el Palacio de los Jóvenes Pioneros de Moscú, construido entre 1959 y 1963, y el Palacio de los Jóvenes Pioneros de Kiev, construido en 1965.

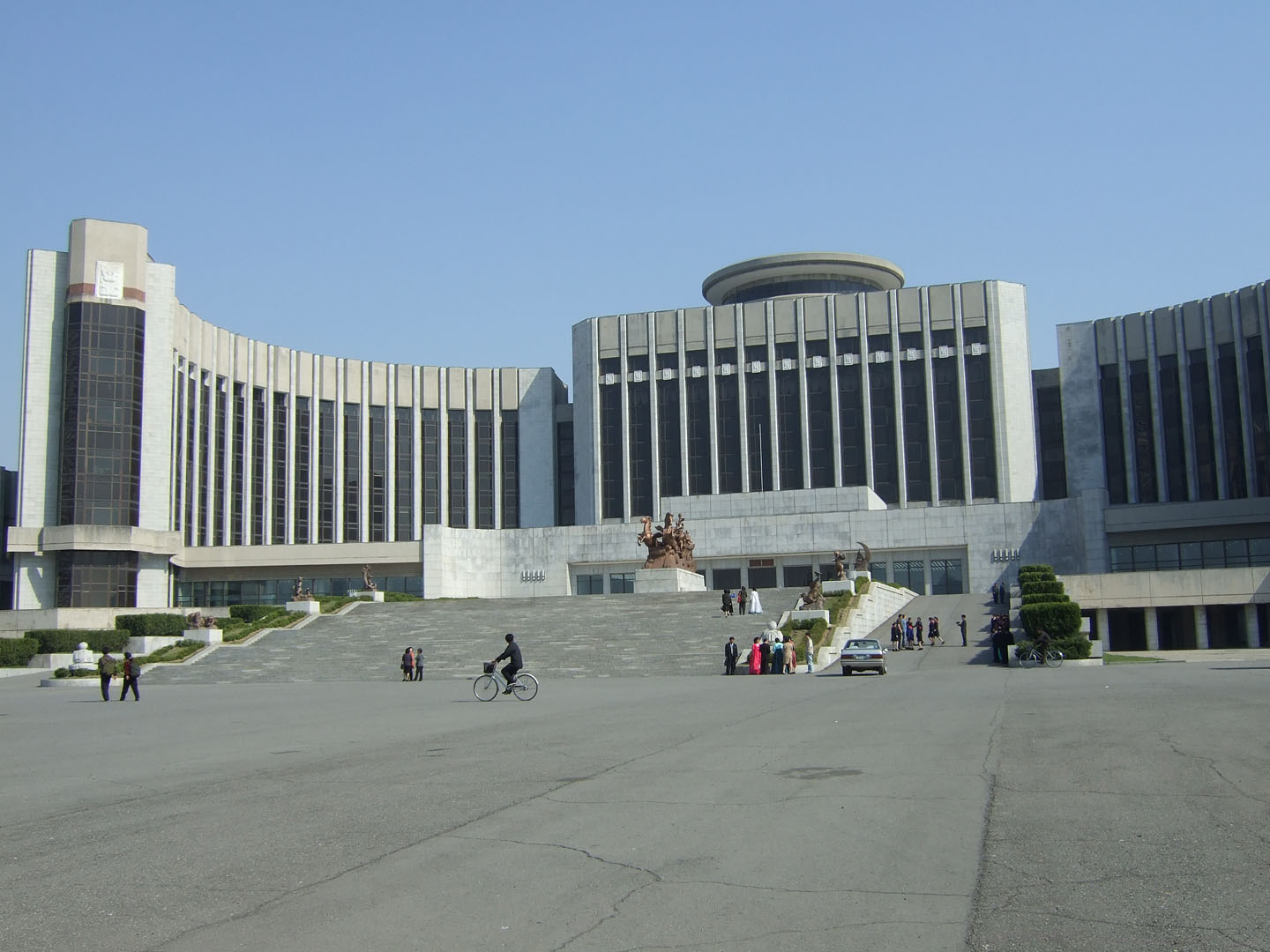
Palacio de los Pioneros y Escolares de Pionyang, Corea del Norte.

Existen algunas diferencias esenciales entre las escuelas secundarias soviéticas y los palacios de los pioneros. Estos últimos se organizaban en secciones y grupos de aficiones especializados. No era obligatorio que los alumnos ingresaran, y los programas educativos dentro de los grupos de jóvenes de los Palacios de los Pioneros fueron diseñados con la intención de que no se duplicaran los programas escolares. No obstante, también había algunas similitudes: los grupos de aficionados eran organizados por la edad, de manera similar a la escuela y la inscripción era totalmente gratuita. La tarea educativa en los Palacios fue diseñada para fomentar los intereses de los niños y las actividades de desarrollo del talento. Se practicaban diferentes deportes, y se formaban grupos por aficiones culturales y educativas, técnicas, políticas o artísticas. Uno de los principios fundamentales de la tarea educativa en los palacios era "Después de ser enseñado, enseña a tu camarada".
Tras la desintegración de la Unión Soviética, la mayoría de los palacios de los pioneros cerró. Algunos reabrieron sus puertas como centros de juventud, pero la inscripción dejó de ser gratuita.
Durante la existencia de la Unión Soviética, se construyeron muchos Palacios de los Pioneros en países del bloque del Este y en otros países aliados de los soviéticos. Algunos de ellos aún existen, como el Palacio de los Jóvenes Pioneros de Hanoi, en Vietnam, el Palacio Central de Pioneros Ernesto Che Guevara en La Habana, en Cuba, o el Palacio de los Pioneros y Alumnos de Pionyang, en Corea del Norte. Los de China han sido en su mayoría privatizados o convertidos a otros usos.